# Війни і битви з індіанцями Північної Америки
Війни та битви з індіанцями Північної Америки охоплювали численні збройні конфлікти, у яких воювали уряди та колоністи європейського походження, а пізніше федеральний уряд США та американські поселенці, проти різних корінних народів на території, яка зараз є США. Ці конфлікти відбувалися з 16-го до 20-го століття в усіх частинах країни. Відповідно до набору даних про конфлікти між індіанськими громадами та колоніальними державами, частота конфліктів різко зросла в Мексиці та США у другій половині 19 століття, оскільки контакти між двома групами стали частішими.

## XVI століття
| 1532 — 1572      | 1 | Іспанське завоювання інків           | 1 | Перемога іспанців  |
| 18 жовтня 1540   |   | Битва біля Мабіли (Battle of Mabila) |   | Перемога індіанців |
| 22-24 січня 1599 |   | Битва з акомами                      |   | Перемога іспанців  |

## XVII століття
| 1600 — 1866     | 1 | Війни з навахо                                            |
| 1608 — 1614     | 1 | Англо-поватанська війна (First Anglo-Powhatan War)        |
| 22 березня 1622 |   | Джеймстаунська різанина                                   |
| 1636 — 1638     |   | Пекотська війна                                           |
| 1640 — 1701     |   | Боброві війни                                             |
| 1643 — 1645     |   | Війна Кіфта                                               |
| 25 лютого 1643  |   | Різанина в Павонії (Pavonia Massacre)                     |
| 1644 — 1646     |   | Друга Англо-поватанська війна (Second Anglo-Powhatan War) |
| 1655            |   | Війна Піч-Трі                                             |
| 1659 — 1660     |   | Війна з ескопусами (First Esopus War)                     |
| 1663 — 1664     |   | Друга війна з ескопусами (Second Esopus War)              |
| 1675 — 1676     |   | Війна Короля Філіпа                                       |
| 1680            |   | Повстання пуебло                                          |
| 1689 — 1697     |   | Війна короля Вільгельма                                   |

## XVIII століття
| 1702 — 1713      | 1 | Війна королеви Анни                     |
| 25/26 січня 1704 |   | Бійня в Апалачі                         |
| 1711 — 1715      |   | Тускарорська війна                      |
| 1712 — 1716      |   | Перша війна фоксів (Fox Wars            |
| 1715 — 1717      |   | Ямашинська війна                        |
| 1716             |   | Перша війна Натчез (First Natchez War)  |
| 1722             |   | Друга війна Натчез (Second Natchez War) |
| 1722 — 1727      |   | Війна Даммера                           |
| 1723             |   | Третя війна Натчез (Third Natchez War)  |
| 1728 — 1733      |   | Друга війна фоксів                      |
| 1729             |   | Повстання натчез                        |
| 26 травня 1736   |   | Битва біля Аскіа (Battle of Ackia)      |
| 1744 — 1748      |   | Війна короля Георга                     |
| 1754 — 1763      |   | Франко-індіанська війна                 |
| 8 вересня 1756   |   | Знищення Кіттаніга (Kittanning)         |
| 8 жовтня 1758    |   | Істонський договір                      |
| 24 липня 1759    |   | Битва клана Ла Белле                    |
| 1763 — 1766      |   | Повстання Понтіака                      |
| 22 червня 1763   |   | Облога форту Пітт                       |
| 5 листопада 1768 |   | Договір форту Стенвікс                  |
| 10 жовтня 1774   |   | Битва біля Пойнт-Плезант                |
| 1776 — 1794      |   | Війни чикамунга                         |
| 17 вересня 1778  |   | Договір форту Пітт                      |
| 8 березня 1782   |   | Гнаденхюттенська різанина               |
| жовтень 1784     |   | Договір форту Стенвікс                  |
| 1785 — 1795      |   | Північно-західна індіанська війна       |
| 4 листопада 1791 |   | Розгром Сент-Клера                      |
| 1794             |   | Остання битва черокі                    |
| 20 серпня 1794   |   | Битва біля Фоллен Тімберз               |

## XIX століття
| 1811 — 1812                       | 1 | Війна Текумсе                       |
| 7 листопада 1811                  |   | Битва біля Тіппекану                |
| 1813                              |   | Війна в преріях (Peoria War)        |
| 1813 — 1814                       |   | Крикська війна                      |
| 1816 — 1819                       |   | Перша семінольська війна            |
| 1820 — 1875                       |   | Техасько-індіанська війна           |
| 1823                              |   | Війна арікара                       |
| 1827                              |   | Війна віннебаго                     |
| 1832                              |   | Війна Чорного Яструба               |
| 21 вересень 1832                  |   | Перший договір Чорного Яструба      |
| 1835 — 1842                       |   | Друга семінольська війна            |
| жовтень 1837                      |   | Другий договір Чорного Яструба      |
| 1838                              |   | Вбивство Чорного Яструба            |
| 6 червня 1838                     |   | Дорога сліз черокі                  |
| 4 вересня 1838 — 4 листопада 1838 |   | Дорога смерті потаватомі            |
| 1 травня 1843                     |   | Третій договір Чорного Яструба      |
| 1847 — 1855                       |   | Війна з кайюсами                    |
| 1849 — 1924                       |   | Війни з апачами                     |
| 1850 — 1880                       |   | Війна з індіанцями Каліфорнії       |
| 1851 — 1852                       |   | Лаплатська війна                    |
| 1854 — 1870                       |   | Війни сіу                           |
| 19 серпня 1854                    |   | Різанина Граттана                   |
| 1855 — 1856                       |   | Війна у П'юджет-Саунд               |
| 1855 — 1858                       |   | Війна Якама                         |
| 1855 — 1858                       |   | Третя семінольська війна            |
| 2 вересня 1855                    |   | Битва біля Ешш-Холлоу               |
| травень 1857                      |   | Похід проти шаєнів                  |
| 1857 — 1858                       |   | Війна в Юті                         |
| 1858                              |   | Війна у каньйоні Фрейзер            |
| 1858 — 1866                       |   | Війни з навахо                      |
| 1861 — 1872                       |   | Війна з Кочіс                       |
| 27 січня 1861                     |   | Справа баскома                      |
| 1862                              |   | Війна Дакота (1862)                 |
| 18 січня 1863                     |   | Вбивство Мангаса Колорадаса         |
| 29 січня 1863                     |   | Різанина на Бар-Рівер               |
| 3 вересня 1863                    |   | Битва біля Вайтстон-Хілл            |
| 1863 — 1866                       |   | Війна в Колорадо                    |
| 14 січня 1864                     |   | Похід проти навахо                  |
| 1864                              |   | Довгий марш навахо                  |
| 1864 — 1868                       |   | Війна зі снейками                   |
| 28 липня 1864                     |   | Битва біля Кіллдір-Маунтін          |
| 25 листопада 1864                 |   | Перша битва біля Едоуб-Воллс        |
| 29 листопада 1864                 |   | Бійня на Сенд-Крік                  |
| 1866 — 1868                       |   | Війна Червоної Хмари                |
| 21 грудня 1866                    |   | Різанина Феттермана                 |
| 21 жовтня 1867                    |   | Договір з індіанцями Великих рівнин |
| 1867 — 1875                       |   | Війна з команчі                     |
| 17÷25 вересня 1868                |   | Битва на Бічер-Айленд               |
| 6 листопада 1868                  |   | Договір з сіу (1868)                |
| 27 листопада 1868                 |   | Битва при Вошиті                    |
| 11 липня 1869                     |   | Битва на Самміт-Спрінгс             |
| 1869 — 1870                       |   | Повстання на Ред-Рівері             |
| 1872 — 1873                       |   | Модокська війна                     |
| 1872 — 1884                       |   | Перша війна Джеронімо               |
| 14 серпня 1872                    |   | Битва на Ерров-Крік                 |
| 28 вересня 1872                   |   | Битва на Ред-Рівері                 |
| 27 червня 1874                    |   | Друга битва при Едоуб-Воллс         |
| 1874 — 1875                       |   | Війна на Ред-Рівер                  |
| 1876 — 1877                       |   | Війна за Чорні Пагорби              |
| 1876 — 1877                       |   | Війна мисливців Буффало             |
| 17 березня 1876                   |   | Битва на Павдер-Рівер               |
| 17 червня 1876                    |   | Битва при Роузбад                   |
| 25 червня 1876                    |   | Битва при Літтл-Біггорн             |
| 17 липня 1876                     |   | Битва при Варбонет-Крік             |
| 9 вересня 1876                    |   | Битва у Слім-Бюттс                  |
| 21 жовтня 1876                    |   | Битва на Седар-Крік                 |
| 1877                              |   | Війна мисливців Буффало             |
| 8 січня 1877                      |   | Битва біля Вовчих гір               |
| 5 вересня 1877                    |   | Вбивство Шаленого Коня              |
| 1877                              |   | Війна не-персе                      |
| 1878                              |   | Баннокська війна                    |
| 1878 — 1879                       |   | Вихід північних шеєнів              |
| 17 червня 1882                    |   | Битва біля Біг-Драй-Вош             |
| 1885                              |   | Північно-Західне повстання          |
| 1885 — 1886                       |   | Друга війна з Джеронімо             |
| 15 грудня 1890                    |   | Вбивство Сидячого Бика              |
| 29 грудня 1890                    |   | Різанина на Вундед-Ні               |
| 29 грудня 1890 — 15 січня 1891    |   | Війна Танцюючого Привида            |